# Saint-Florent, Loiret
Saint-Florent là một xã của tỉnh Loiret, thuộc vùng Centre-Val de Loire, miền trung nước Pháp.